# Скипоровичи

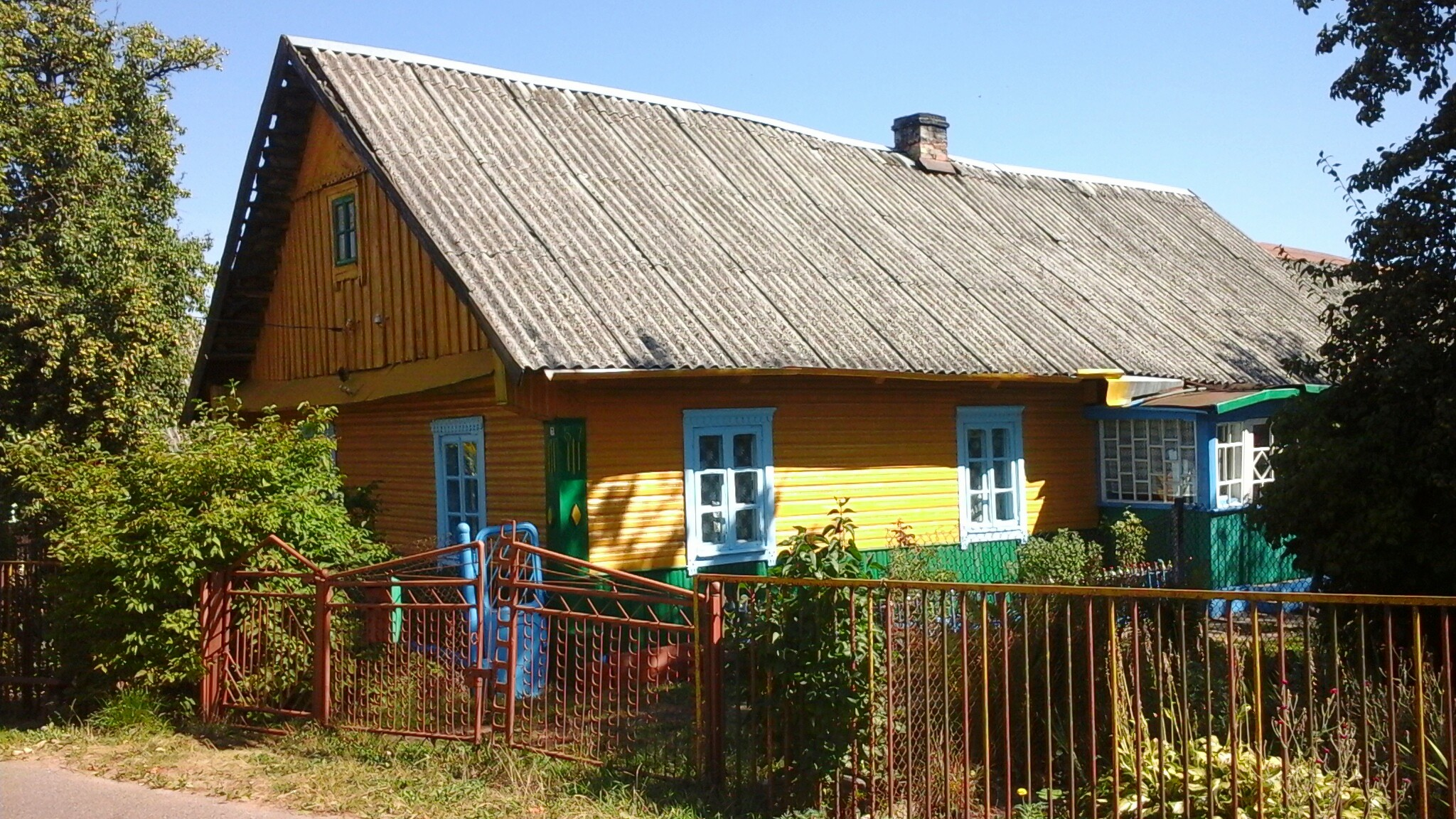
Сельский дом

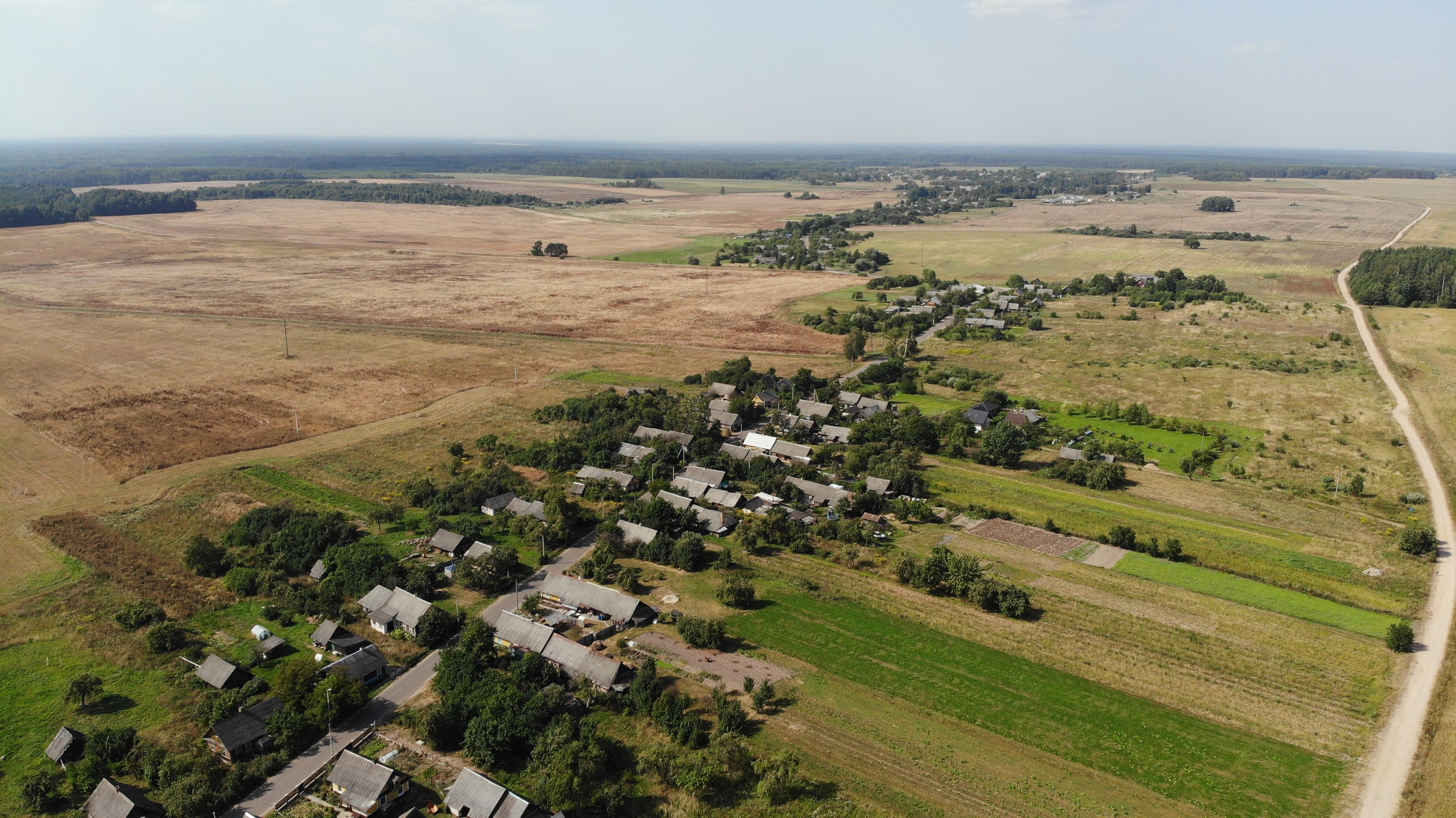
Скипоровичи. Вид с высоты.

Скипо́ровичи (бел. Скіпоравічы) — деревня в Козловщинском сельсовете Дятловского района Гродненской области Белоруссии. Согласно переписи населения 2009 года в Скипоровичах проживало 83 человека. Площадь населённого пункта составляет 56,87 га, протяжённость границ — 7,19 км.

## География
Скипоровичи расположены в 19 км к юго-западу от Дятлово, 163 км от Гродно, 29 км от железнодорожной станции Новоельня. Ближайшими населёнными пунктами являются деревня Молдовичи и агрогородок Леоновичи, с которыми Скипоровичи соединены автомобильной дорогой местного значения Н6093 Медвиновичи — Лозки — Молдовичи. В 1 км восточнее деревни проходит магистраль М11 E 85 Граница Литовской Республики — Лида — Слоним — Бытень. Западнее деревни Скипоровичи находится исток реки Хлевная (Хлевня) (левый приток Подъяворки).

## История
В 1880 году Скипоровичи — деревня в Козловской волости Слонимского уезда Гродненской губернии (141 житель). В 1887 году в Скипоровичах насчитывалось 27 домов, проживало 180 человек. В 1905 году — также 180 жителей.
В 1921—1939 годах Скипоровичи находились в составе межвоенной Польской Республики. В этот период деревня относилась к сельской гмине Козловщина Слонимского повята Новогрудского воеводства. В 1923 году в Скипоровичах насчитывалось 37 хозяйств, проживало 207 человек. В сентябре 1939 года Скипоровичи вошли в состав БССР.
В 1996 году Скипоровичи входили в состав Гербелевичского сельсовета и колхоза «Искра». В деревне имелось 74 хозяйства, проживало 173 человека.
13 июля 2007 года Скипоровичи были переданы из упразднённого Гербелевичского сельсовета в Козловщинский поселковый совет.
26 декабря 2013 года деревня вместе с другими населёнными пунктами, ранее входившими в состав Козловщинского поссовета, была включена в новообразованный Козловщинский сельсовет.

## Инфраструктура
В Скипоровичах размещены зерносклад, мастерские и столовая СПК «Слава труду», имеется магазин. Ранее также находилась автозаправочная станция (в настоящее время заброшена).

## Транспорт
Через деревню проходят регулярные автобусные маршруты:
- Дятлово — Слоним
- Дятлово — Козловщина
- Дятлово — Подвеликое
- Дятлово — Малая Воля

## Известные уроженцы
- Михаил Николаевич Желобовский (род. 8.05.1946) — белорусский советский спортсмен, мастер спорта СССР международного класса, неоднократный чемпион и рекордсмен СССР в беге на 1500 и 5000 метров[3][9].